# Ralph Lewis

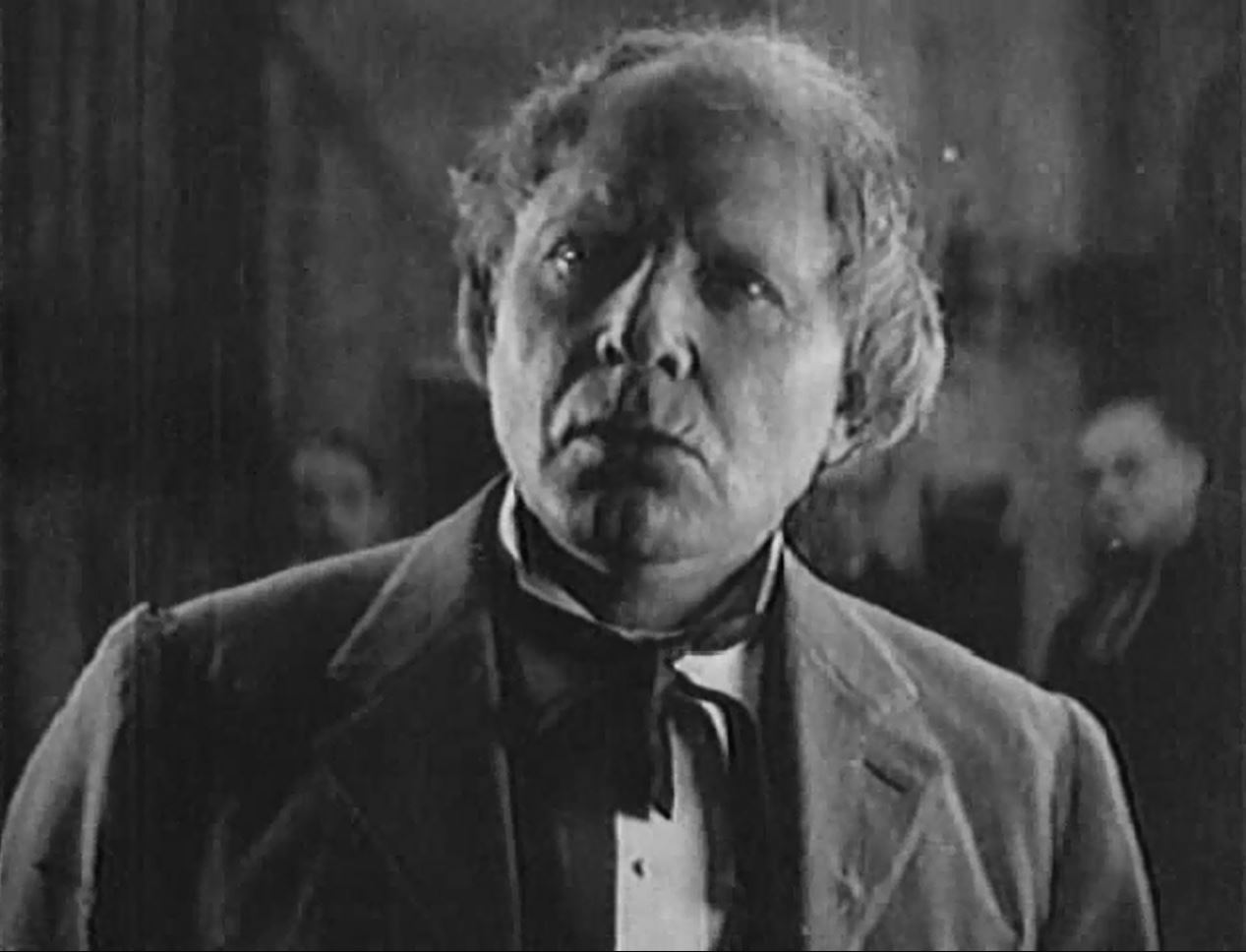
Ralph Lewis (1921)

Ralph Percy Lewis (* 8. Oktober 1872 in Englewood, Illinois; † 4. Dezember 1937 in Los Angeles, Kalifornien) war ein US-amerikanischer Schauspieler, der vor allem in der Stummfilmzeit mit seinen Auftritten bei D. W. Griffith erfolgreich war.

## Leben und Karriere
Ralph Lewis begann seine Schauspielkarriere als Theaterdarsteller. Am Broadway spielte er zu Beginn des Jahrhunderts in Stücken wie Barbara Frietchie und The Primrose Path, ehe er sich im Jahre 1912 dem Filmgeschäft zuwandte. Besonders häufig und profiliert arbeitete Lewis mit dem Filmemacher David Wark Griffith zusammen: Er spielte den Kongressabgeordneten Austin Stoneman in Die Geburt einer Nation (1915) sowie ein Jahr später einen Gouverneur in Intoleranz, beide Produktionen als bedeutende Werke der Filmgeschichte angesehen werden. Insbesondere Lewis’ Auftritt in Die Geburt einer Nation wurde hochgelobt, so bezeichnete eine Filmzeitschrift sein Spiel als die bisher beste Schauspielleistung des jungen Filmes. Auch in zahlreichen anderen Filmen wie The Hoodlum (1919) mit Mary Pickford oder The Conquering Power (1921) mit Rudolph Valentino wurde Lewis meist in Haupt- und Nebenrollen als Autoritätsfigur eingesetzt. Häufig verkörperte er Richter, Generäle, Politiker oder Väter.
Mit Anbruch der Tonfilmzeit Ende der 1920er-Jahre nahm der Erfolg von Lewis zunehmend ab, und er pendelte häufig zwischen mittelgroßen und kleinen Nebenrollen. Insgesamt spielte er bis zu seinem Tod in über 170 Filmen. Am 4. Dezember 1937 starb Lewis mit 64 Jahren in einem Autounfall, nachdem er von Jack L. Warners Chauffeur angefahren wurde. Er war verheiratet mit der Schauspielerin Vera Lewis (1873–1956).

## Filmografie (Auswahl)
- 1912: The Faith Healer
- 1914: The Avenging Conscience: or 'Thou Shalt Not Kill'
- 1915: Die Geburt einer Nation (The Birth of a Nation)
- 1916: Going Straight
- 1916: Intoleranz (Intolerance)
- 1916: The Children Pay
- 1919: The Hoodlum
- 1919: Eyes of Youth
- 1920: Outside the Law
- 1921: Einmal kommt der Tag (Prisoners of Love)
- 1921: Siegende Kraft (The Conquering Power)
- 1922: Eine Zuchthaustragödie (Flesh and Blood)
- 1923: Postraub auf hoher See (The Mailman)
- 1924: Die Nacht des Inferno (Dante’s Inferno)
- 1925: Liebe und Leichtsinn (The Bridge of Sighs)
- 1927: Sing-Sing – Das Haus ohne Hoffnung (Held by the Law)
- 1927: Der Held des grünen Rasens (The Sunset Derby)
- 1930: Abraham Lincoln
- 1932: Die letzten Vier (The Lost Squadron)
- 1932: Der Tag, an dem die Bank gestürmt wurde (American Madness)
- 1932: Call Her Savage
- 1932: The Death Kiss
- 1933: Abrechnung in Sonora (Somewhere in Sonora)
- 1934: Edgar Wallace – Das mysteriöse Schiff (Mystery Liner)
- 1935: Diamanten-Jim (Diamond Jim)
- 1935: Dr. Socrates
- 1935: Musik um Mitternacht (Thanks a Million)
- 1936: San Francisco
- 1937: Kein Platz für Eltern (Make Way for Tomorrow)
- 1938: Der Freibeuter von Louisiana (The Buccaneer)